# Bishunpurwa
Bishunpurwa (en népalais : विसुनपुर्वा) est un comité de développement villageois du Népal situé dans le district de Bara. Au recensement de 2011, il comptait 5 221 habitants.